# Elegie (Schoeck)
Die Elegie op. 36 ist ein Liederzyklus nach Gedichten von Nikolaus Lenau und Joseph von Eichendorff für Bariton und Kammerorchester des Schweizer Komponisten Othmar Schoeck. Das Werk entstand in den Jahren von 1915 bis 1922 und wurde am 19. März 1923 in Zürich uraufgeführt. Solist war Felix Loeffel, Dirigent war der Komponist selbst. Die Elegie war Othmar Schoecks erster Liederzyklus. Eine Aufführung des Werkes dauert etwa 60 Minuten.

## Gliederung
1. Wehmut: „Ich kann wohl manchmal singen“. (Eichendorff)
2. Liebesfrühling: „Ich sah den Lenz einmal“. (Lenau)
3. Stille Sicherheit: „Horch, wie still es wird im dunklen Hain“. (Lenau)
4. Frage nicht: „Wie sehr ich dein, soll ich dir sagen“. (Lenau)
5. Warnung und Wunsch: „Lebe nicht so schnell und stürmisch“. (Lenau)
6. Zweifelnder Wunsch: „Wenn Worte dir vom Rosenmunde weh’n“. (Lenau)
7. Waldlied: „Durch den Hain mit bangem Stosse“. (Lenau)
8. Waldgang: „Ich ging an deiner Seite“. (Lenau)
9. An den Wind: „Ich wand’re fort ins ferne Land“. (Lenau)
10. Kommen und Scheiden: „So oft sie kam, erschien mir die Gestalt“. (Lenau)
11. Vesper: „Die Abendglocken klangen“. (Eichendorff)
12. Herbstklage: „Holder Lenz, du bist dahin!“ (Lenau)
13. Herbstgefühl: „Mürrisch braust der Eichenwald“. (Lenau)
14. Nachklang: „Schon kehren die Vögel wieder“. (Eichendorf)
15. Herbstgefühl: „Der Buchenwald ist herbstlich schon gerötet“. (Lenau)
16. Das Mondlicht: „Dein gedenkend irr’ ich einsam“. (Lenau)
17. Vergangenheit: „Hesperus, der blasse Funken“. (Lenau)
18. Waldlied: „Die Vögel flieh’n geschwinde zum Nest“. (Lenau)
19. Herbstentschluss: „Trübe Wolken, Herbstesluft“. (Lenau)
20. Verlorenes Glück: „Die Bäume rauschen hier noch immer“. (Lenau)
21. Angedenken: „Berg und Täler wieder fingen“. (Eichendorff)
22. Welke Rose: „In einem Buche blätternd“. (Lenau)
23. Dichterlos: „Für alle muss vor Freuden“. (Eichendorff)
24. Der Einsame: „Komm, Trost der Welt, du stille Nacht“. (Eichendorff)

## Aufnahmen
- Arthur Loosli (Bariton), Berner Kammerensemble, Leitung: Theo Hug. Jecklin (Aufnahme 1967).[3]
- Peter Lagger (Bariton), Camerata Zürich, Leitung: Räto Tschupp. 1975.
- Klaus Mertens (Bariton), Mutare Ensemble, Leitung: Gerhard Müller-Hornbach. NCA, 2003.
- Andreas Schmidt (Bariton), Musikkollegium Winterthur, Leitung: Werner Andreas Albert. CPO.
- Christian Gerhaher (Bariton), Kammerorchester Basel, Leitung: Heinz Holliger. Sony, 2022.